# Barbudawaldsänger
Der Barbudawaldsänger (Setophaga subita) ist eine wenig erforschte Singvogelart aus der Familie der Waldsänger (Parulidae). Er ist auf der Insel Barbuda in den Kleinen Antillen endemisch.

## Merkmale
Der Barbudawaldsänger erreicht eine Körperlänge von 12 bis 13,5 cm und ein Gewicht von 5,3 bis 8 g. Der Oberkopf, der Hals, die Nackenseiten und die Oberseite sind grau mit einer bräunlichen Tönung. Ein kurzer gelber Überaugenstreif, der kaum außerhalb des Auges hinausragt, ist etwas heller oberhalb des Auges. Die Zügel sind dunkel. Unterhalb der Augen zeigt das Gesicht eine halbmondförmige leuchtend gelbe Zeichnung. Die Oberflügel sind etwas dunkler als die Oberseite. Die großen und mittleren Flügeldecken haben schmutzig weiße Spitzen und zwei helle Flügelbinden. Die äußeren drei Schwanzfedern sind weitgehend weiß. Die Unterseite ist zum Oberbauch gelb und wird zur Bauchmitte und zu den Unterschwanzdecken hin weiß. Die Iris ist dunkel. Der Schnabel ist schwärzlich. Die Beine sind grau fleischfarben. Vom nahe verwandten Antillenwaldsänger (Setophaga adelaidae) unterscheidet sich der Barbubawaldsänger durch die allgemein stumpfere Erscheinung mit der bräunlich-grauen Oberseite, der etwas stumpfer gelblichen Unterseite und durch das Fehlen der schwarzen Begrenzung oberhalb des Überaugenstreifs. Die Geschlechter sehen gleich aus. Die juvenilen Vögel sind offenbar unbeschrieben, vermutlich ähneln sie den Jungvögeln des Antillenwaldsängers.

## Systematik
Der Barbudawaldsänger wurde im Jahr 1904 von Joseph Harvey Riley als Dendroica subita beschrieben. Eine im Jahr 2010 veröffentlichte Studie kam jedoch zu dem Ergebnis, dass die Arten, die ursprünglich in der Gattung Dendroica waren, zur Gattung Setophaga gehören. Dendroica gilt demnach als Synonym für Setophaga, da sich beide Gattungen genetisch nicht voneinander unterscheiden. Ferner hat Setophaga Priorität, da diese Gattung bereits 1827 von William Swainson aufgestellt wurde und Dendroica im Jahr 1842 von George Robert Gray.
Der Barbudawaldsänger und der Saint-Lucia-Waldsänger (Setophaga delicata) galten längere Zeit als Unterarten des Antillenwaldsängers. Eine 1998 veröffentlichte Studie kam jedoch zu dem Ergebnis, dass der Grad der genetischen Differenzierung so hoch ist, dass ein Artstatus unterstützt werden kann.

## Lautäußerungen
Der Gesang ähnelt dem des Antillenwaldsängers, ist jedoch melodiöser. Der Ruf gleicht offenbar dem des Antillenwaldsängers.

## Lebensraum und Lebensweise
Der Barbudawaldsänger bewohnt Trockenwald im Tiefland, Waldränder und Buschland. Seine Nahrung besteht überwiegend aus Insekten. Mehr ist über seine Lebensweise nicht bekannt.

## Status
Der Barbudawaldsänger wurde im Jahr 2002 auf die Vorwarnliste der IUCN (near threatened) gesetzt. Der Bestand wird auf 1.000 bis 2.500 Exemplare geschätzt, wobei die Art im Westen Barbudas als mäßig häufig eingeschätzt wird und im Osten der Insel als selten. Die Population hat sich verringert, jedoch gibt es keine Belege dafür, dass sie derzeit rückläufig ist. Die geringe Population und das kleine Verbreitungsgebiet deuten darauf hin, dass jeder Verlust oder die Degradierung ihres Lebensraumes möglicherweise schwerwiegende nachteilige Auswirkungen für das Überleben der Art hätte. Die Hauptgefährdung geht vom Verlust des Trockenwaldes und von der unkontrollierten Beweidung aus. Eine weitere Gefährdung stellte Hurrikan Irma dar, der Anfang September 2017 die Vegetation auf Barbuda fast vollständig verwüstet hatte. Während bei einer Suche der Organisation Birds Caribbean am 15. September kein Exemplar des Barbudawaldsängers nachgewiesen werden konnte, verlief eine weitere Suche am 22. September 2017 erfolgreich.